# Plan régional santé-environnement
Un Plan régional santé-environnement (PRSE) est en France un plan administratif mais élaboré en concertation avec la société civile et des personnes qualifiées, qui  décline le Plan national santé environnement (PNSE) aux échelles régionales et aux grandes échelles infra-régionales, de manière pluridisciplinaire et transdisciplinaire le thème « Santé-Environnement » et en cherchant à mieux prendre en compte les spécificités régionales et les enjeux locaux. En lien avec d'autres outils comme les Contrats Locaux de Santé, le Projet Régional de santé, etc., il vise à réduire les expositions environnementales présentant un risque pour la santé, et à partir de sa troisième mise à jour, il intègre le principe One Health (une seule santé, promu par l'OMS et l'Organisation mondiale de la santé animale).

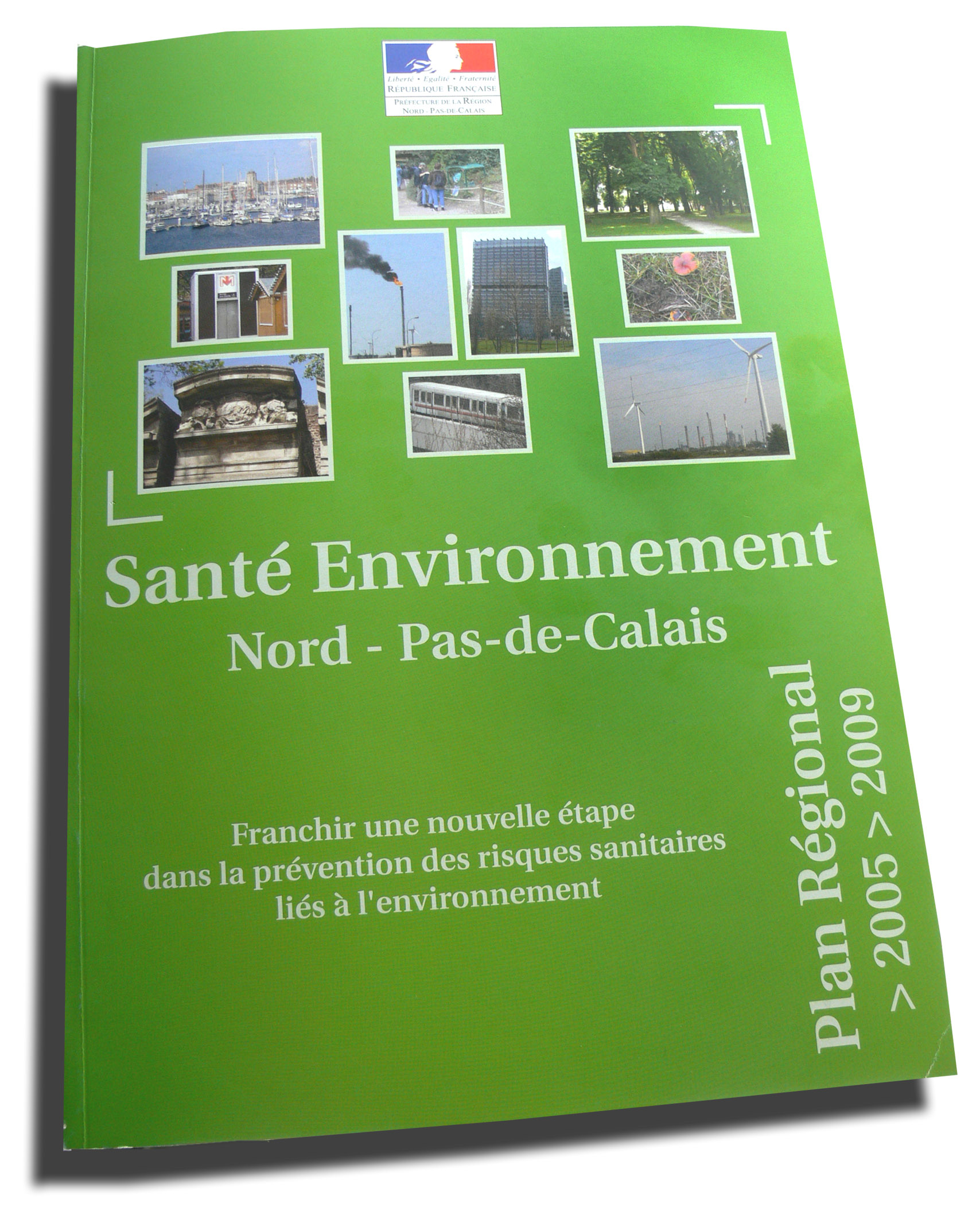
Couverture d'un PRSE de première génération (PRSE1) ; ici celui du Nord-Pas-de-Calais ; établi par les services déconcentrés de l'État et le Conseil régional pour la période 2005-2009.

Il comprend notamment une dimension d'écotoxicologie et d'écoépidémiologie, en complément aux approches sanitaires classiques, sur le court, moyen et long terme, et sur la base de 3 entrées thématiques :
1. entrée environnementale
  - par milieux (air, eau, sol, environnement intérieur (qualité de l'air intérieur/radon...)
  - par polluant, contaminant ou nuisance (particules, pesticides, substances chimiques, CMR, perturbateurs endocriniens, bruit, intrusion lumineuse...)
2. entrée sanitaire par pathologies potentiellement environnementale (cancers, maladies cardiovasculaires, neurologiques, pathologies respiratoires (dont asthme), santé reproductive/fertilité....)
3. entrée populationnelle par type de vulnérabilité ou sous-population vulnérable (femmes enceintes, enfants, personnes âgées ou certaines maladies chroniques et/ou allergiques telles que l'asthme…)

## Animation
Les PRSE sont préparés, animés et financés par les préfets, avec les agences régionales de santé (ARS) et les DREAL, avec le concours des conseils régionaux qui le souhaitent.

## Contexte historique et international
Dans la gouvernance, la prise de conscience de l'importance des liens entre santé et environnement a émergé lors de catastrophes telles que Minamata, Bhopal, Seveso, de Tchernobyl, puis s'est concrétisée par de grandes conférences internationales comme celle de Rio en juin 1992, ou lors des conférences de l'OMS Europe sur les relations santé - environnement, dès 1989 ; L'OMS y a défini la santé environnementale comme  englobant « les différents aspects de la santé humaine incluant la qualité de la vie, qui sont déterminés par les facteurs physiques, biologiques, sociaux et psychosociaux de l'environnement ».

## Les PRSE et leur contexte en France
- Les premiers PRSE (PNSE 1) ont été élaborés en France pour la période 2005-2009, en réponse de la France aux engagements de l'OMS à Budapest (06/04), en s'inscrivant dans la loi de santé publique du 9/08/2004 et en considérant à la fois l'environnement domestique, professionnel et extérieur[1].
- Le plus haut niveau du droit national reconnait l'influence de l'environnement sur la santé humaine avec l'art. 1 de la charte de l'environnement qui rappelle que «Chacun a le droit de vivre dans un environnement équilibré et respectueux de sa santé»
- En 2004 un plan santé environnement pour les enfants (SCALE) est apparu[1].

Les  PRSE 2 ont suivi, en cours d'élaboration en 2010, intégrant les préconisations du Grenelle de l'environnement  et du PNSE 2.
Ces plans vont peu à peu pouvoir s'appuyer sur des outils nouveaux, dont par exemple :
- Cadastres d'émissions de certains polluants
- Cartographie du risque (via SIG en particulier) ; de plus en plus utilisée dans d'autres pays pour l'évaluation des risques sanitaires ou l'évaluation des inégalités écologiques. Aux USA, par exemple, les émissions et dispersion de 148 contaminants atmosphériques toxiques ont été modélisés et cartographiés à partir de 60.803 points de mesure (état 1990). Les taux de substances toxiques de l'air (extérieur) ont été comparés aux seuils de référence définis pour le cancer et pour d'autres effets sanitaires connus. À ce jour, les seuils de référence sont issus de norme de références toxicologiques et représentent des niveaux toxiques de l'air au-dessus duquel les risques sanitaires peuvent se produire, mais ne prennent pas en compte les synergies entre polluant[2]) Cette étude a notamment permis de montrer qu'aux USA, les taux estimées de benzène, formaldéhyde et 1,3-butadiène dans l'air dépassaient en 1990 les seuils de risque pour le cancer dans plus de 90 % des secteurs de recensement[3]. Elle a aussi montré que sur plusieurs centaines de points, les seuils sanitaires été dépassés pour un ou plusieurs polluants[3].
- cartographies nouvelles (carte de bruit notamment), Profils socio-sanitaires des communes[4], cartographies de cumul de vulnérabilités des territoires ou de population, cartographie de cumuls d'expositions (achevée en Région Île de France lors de son PRSE3, pilotée par l'ORS, l'Ineris et le département environnement de l'Institut Paris Region)[5]
- mise à jour de bases de données sur les sols pollués (BASIAS, BASOL...)
- certaines évaluations de risques sanitaires (ERS)
- le projet SIGFRIED (pour « Système dInformation Géographique, Facteurs de RIsques Environnementaux et Décès par cancer »[6]) qui vise à construire un indicateur spatialisé de l'exposition des français à certains polluants environnementaux, en couplant un SIG (Système d'information géographique) et un modèle multimédia d'exposition évaluant les doses (ou cumul de doses) auxquelles des populations-cibles sont exposées, via l'ingestion de produits alimentaires et de boissons ou via l'inhalation de contaminants atmosphériques. L'originalité du projet est l'intégration dans cet outil de bases de données environnementales, comportementales, démographiques et d'équations modélisant le transfert d'une série de polluants connus de leur source à l'Homme. Il s'agit de cartographier les zones de surexposition potentielle au contaminants de l'environnement (eau, air, sol), en identifiant leurs déterminants (type de contaminant, population vulnérable, voie d'exposition, contamination locale ou dites ubiquitaire). Un premier travail a par exemple été réalisé dans le Nord-Pas-de-Calais sur les ETM (Éléments traces métalliques) qui a permis d'identifier des zones de pollution connues (Agglomérations, sites industriels). Ces modèles devront progressivement intégrer les synergies entre polluants, la question des transferts de pollution par la bioturbation et la bioconcentration dans les réseaux trophiques qui peut être source de surexposition de certaines populations (consommation de poissons, de gibier, de champignons ou de certains organes (foie, rein, os..) concentrant certains polluants courants (plomb, cadmium, mercure en particulier).

### Les PRSE 1 (2005-2009)
Les PRSE 1 étaient construits autour des 7 axes du PNSE 1 :
- Prévenir les décès liés aux infections et intoxications aiguës
- Protéger la santé publique en améliorant la qualité des milieux
- Protéger la population de la pollution de l'air intérieur
- Mieux maîtriser les risques liés aux substances chimiques
- Renforcer la protection des enfants et des femmes enceintes
- Améliorer les dispositifs de veille, de surveillance et d'alerte
- Consolider la formation et développer l'information et la communication[7]

Chaque région, sous le contrôle du préfet et des directions déconcentrés de l'État (Agence Régionale de Santé, DREAL) et en collaboration avec les conseils régionaux qui le souhaitent, a choisi des plans d'actions en fonction de ces axes et des différents contextes régionaux. Parmi ces plans d'actions, beaucoup sont communes à chaque région. Par exemple, la réduction de l'incidence de la légionellose, l'amélioration de la qualité de l'eau, limiter la pollution dues aux pesticides et à l'activité industrielle, la constitution de réseaux de prévention ou encore la promotion des modes de déplacement alternatifs à la voiture.

#### Bilan des PRSE
Pour chaque PRSE, les actions et sous-actions sont décrites par des indicateurs de suivi et, éventuellement font l'objet d'un bilan à mi-parcours.

##### Bilan des PRSE 1
Ce bilan a été jugé globalement positif dans toutes les régions, ils ont permis une première collaboration étroite entre les services déconcentrés de l'État et les régions, et la plupart des objectifs ont été atteints ou partiellement atteints par les régions, avec par exemple une réduction de 15 à 25 % des incidences de la légionellose, une diminution des émissions atmosphériques industrielles de 50 % pour le mercure à 80 % pour le benzène. Les captages d'eau potable ont été mieux protégés (50 à 85 % l'étaient selon les régions) ou fermés ; et les nappes phréatiques mieux surveillées. Des agences régionales comme l'ADEME ont promu dans les régions les modes doux de transport et alternatifs (covoiturage...) et collaborent avec les collectivités territoriales pour l'amélioration du réseau de transport en commun.
Ce bilan a été nuancé par les évaluateurs qui ont signalé un manque de méthode et de dynamique générale ; un manque de temps et de moyens humains et/ou financiers ; un manque de pertinence des indicateurs censés refléter l'évolution des actions,,,.

#### Bilan des PRSE 2 (2009-2013)
Ils ont suivi le Grenelle de l'Environnement de 2007, poursuivant les actions engagées par PRSE 1. Ils ont en outre été organisés en trois axes prioritaires (non exclusifs) déclinant les engagements du Grenelle de l'Environnement en matière de santé environnementale : réduction des expositions responsables de pathologies à fort impact sur la santé, réduction des inégalités environnementales et la préparation de l'avenir via l'information, la formation et la participation des citoyens,,,.
L'objectif de réduction des expositions responsables de pathologies à fort impact sur la santé (cancers, maladies cardiovasculaires, respiratoires et neurologiques) s'est traduit en actions dans les régions, visant notamment à réduire la pollution de l'air et l'introduction de substances préoccupantes dans l'eau, la nourriture et l'habitat,.
L'objectif de réduction des inégalités environnementales et sanitaires, s'est traduit en action de lutte contre l'habitat indigne (problèmes liés à l'humidité, au manque de ventilation) contre le bruit et contre les marchands de sommeil) dont les victimes sont souvent les plus pauvres ; ou encore la réduction des inégalités d'accès aux soins pour les régions victimes d'un manque de médecin et de personnel médical,.
La préparation de l'avenir via l'information, la formation et la participation des citoyens s'est traduite par des programmes de biosurveillance sanitaire de la population, la visite de conseillers "habitat-santé" dans les logements afin d'évaluer le risque, des réunions de prévention dans les entreprises ou des campagnes publicitaires afin d'impliquer les citoyens face aux enjeux, sensibiliser et former le citoyen au concept de "ville durable" ou encore soutenir les associations dans leurs actions de sensibilisation et d'information,.

#### Les PRSE 3 (2015-2019)
Ils ont suivi la conférence environnementale de 2013, ont été mis en œuvre sous l'égide et le copilotage des ministères chargés de la santé et de l'écologie, pour décliner le troisième Plan national santé-environnement (2015-2019), avec l'objectif d'une intégration des enjeux locaux particuliers, en tenant compte des bilans des PRSE précédents.
Ils s'articulent autour de 4 grandes catégories d'enjeux : enjeux de santé prioritaires ; enjeux de connaissance des expositions et de leurs effets ; enjeux pour la Recherche en santé environnementale, et des enjeux pour les actions territoriales, l'information, la communication, et la formation. À titre d'exemple, le PRSE3 de la Région Île-de-France a accompagné la création d'un Réseau santé environnement', l'outil InTerSanté Environnement (Indicateurs et ressources en santé environnementale + nouveaux outils de diagnostic et de suivi des enjeux régionaux et locaux) ; « (cartographie du cumul d'expositions environnementales, application d'indicateurs et données en santé environnement), la production de nouvelles connaissances sur des sujets émergents (émissions de dioxines bromées), la mise à disposition d'outils à destination des acteurs de terrain (guide d'aménagement des jardins collectifs) ».